# Webster’s Dictionary
Webster’s Dictionary – słownik amerykańskiej odmiany języka angielskiego napisany przez Noaha Webstera, po raz pierwszy wydany w 1828 roku. Po śmierci autora w 1843 r. prawa do dzieła nabyli George i Charles Merriam i słownik ukazywał się pod nazwą Merriam-Webster.

## Historia
Pierwsze wydanie ukazało się w nakładzie 2500 egzemplarzy i kosztowało 20 dolarów, co w tamtych czasach było bardzo dużą sumą. Publikacja nie była sukcesem wydawniczym, a Webster musiał zapożyczyć się, by zwrócić pieniądze za druk. Wydawca zaproponował opracowanie skróconej formy słownika, a do jego opracowania zatrudnił autora podręczników Josepha Worcestera. Nowe wydanie pojawiło się w 1829 roku. W roku 1847 ukazało się nowe, poprawione wydanie opracowane przez zięcia Webstera, A. Goodricha. Wypracowany przez niego model posłużył do wydania kilku kolejnych słowników w tym duchu: Webster’s International Dictionary w 1890 r. i Webster’s New International Dictionary w 1909 r., z drugim wydaniem w 1934 roku. Kolejne edycja pojawiła się w 1961 r., wydana przez Philipa Gove’a, licząca 450 tys. pozycji leksykalnych i zawierająca zbiór ponad 6 milionów cytatów. Wydanie to opracowano w ciągu 10 lat i okazało się kontrowersyjne, wywołując tzw. drugą wojnę słownikową. Do słownika wydano suplementy: 6000 pozycji leksykalnych w 1976 r., 89 000 pozycji leksykalnych w 1983 r. i 12 000 pozycji leksykalnych w 1986 roku. Istnieją również słowniki używające nazwy „Webster” bez związku z głównym dziełem.

## Pierwsza wojna słownikowa
W 1830 r. Worcester wydał własny słownik, zatytułowany A Comprehensive Pronouncing and Explanatory Dictionary of the English Language, który był o wiele bardziej konserwatywny w pisowni niż praca Webstera, nie zawierał etymologii leksemów i propagował wymowę w wersji używanej przez bardziej wykształconych użytkowników języka. Mimo iż Worcester planował wydanie słownika zanim rozpoczął pracę u Webstera, pojawienie się słownika ściągnęło na niego falę krytyki i oskarżenie o plagiat. W 1846 r. poszerzona wersja słownika Worcestera ukazała się pod tytułem A Universal and Critical Dictionary of the English Language i zawierała wyjaśnienie, że została skompilowana z materiałów Noaha Webstera przez Josepha E. Worcestera. Tymczasem w 1841 r. pojawiła się nowa wersja słownika Webstera, co tylko zaogniło antagonizmy między oboma leksykografami. Nie była to walka czysto komercyjna o liczbę sprzedanych egzemplarzy, zaistniał konflikt między dwiema odmiennymi zasadami leksykograficznymi. Amerykanizm Webstera został przeciwstawiony leksykalnemu konserwatyzmowi Worcestera, ponadto Worcester preferował bardziej wyszukaną wymowę oraz konserwatywną ortografię w duchu brytyjskim.

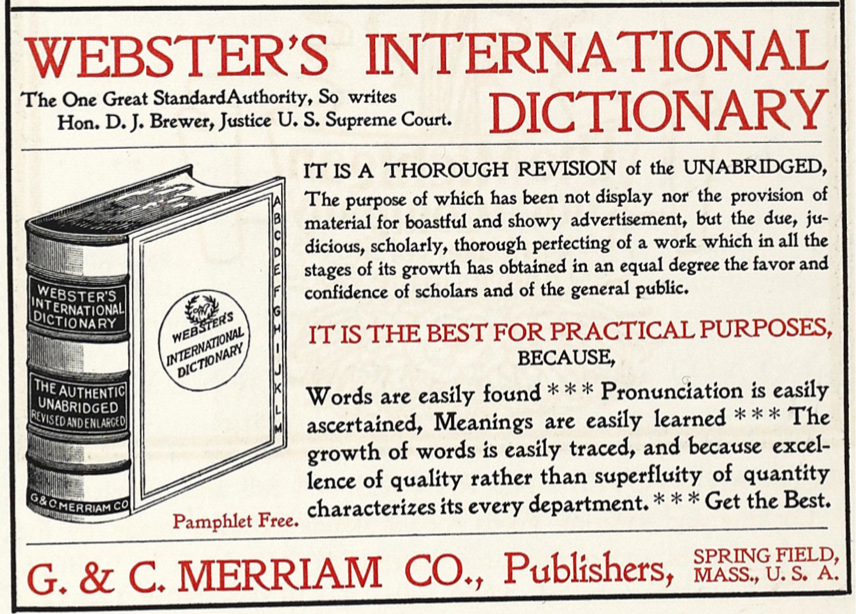
Ogłoszenie reklamujące Webster’s International Dictionary

Wojna słownikowa trwała aż do roku 1860, 17 lat po śmierci Noaha Webstera, i dziś jest oceniana raczej jako nieprzyjemna rywalizacja z podtekstami osobistymi niż istotny przyczynek do historii leksykografii. Ostatni akt tej walki miał miejsce w 1860 r., kiedy ukazał się słownik Worcestera A Dictionary of the English Language zawierający 104 tys. haseł, w tradycyjnej pisowni i z obfitymi cytatami. Słownik został bardzo dobrze przyjęty, ale cztery lata później, w 1864 r., ukazał się słownik Webstera, który zapożyczył kilka cech wypracowanych przez Worcestera i zawierał etymologię opracowaną przez niemieckiego językoznawcę C.A.F. Mahna. Wydanie to znane jest jako A Dictionary of the English Language lub Webster-Mahn. Pisownię według tej wersji słownika przyjęła drukarnia rządu Stanów Zjednoczonych, co zakończyło wojnę.

## Druga wojna słownikowa
W roku 1961 pojawiło się trzecie wydanie słownika New International – Webster 3 i wywołało największe kontrowersje od czasu zakończenia pierwszej wojny słownikowej. Słownik został opracowany w sposób bardziej deskryptywny niż preskryptywny, tzn. leksykografowie bardziej się skupili nad opisem faktycznej postaci języka niż jego zewnętrznym normowaniem. Krytycy zarzucali użycie cytatów raczej ze źródeł popularnych niż literackich, takich jak podrzędne powieści i popularna prasa. Krytykowano także podanie alternatywnych wariantów wymowy. Wśród innych zarzutów znalazł się brak stanowczego odcięcia się autorów słownika od takich form jak ain’t i zrównanie kolokwializmów z wyższym rejestrem językowym przez brak odpowiedniego oznaczenia. Dla odmiany krytycy nie przywiązywali większej wagi do nowego podejścia do definicji czy starannego podejścia do pisowni wielkich i małych liter.
Krytycy zarzucili wydawcy, Philipowi Gove, iż stracił poczucie jakichkolwiek standardów poprawnościowych i piętnowali skrajny permisywizm językowy. Krytyka stała na stanowisku, że leksykografowie są obarczeni obowiązkami wobec społeczności, między innymi w sankcjonowaniu odpowiednich norm językowych. Akcja krytyków wywołała reakcję Gove’a i części językoznawców, którzy zarzucali krytykom uporczywe trzymanie się sztucznego pojęcia nadrzędności poprawnościowej. Stwierdzili ponadto, że na leksykografach nie ciążą żadne obowiązki i nie czują się, jakoby posiadali autorytet, a działają z pozycji izolowanego obserwatora języka. Ponieważ zmiana języka stała się faktem, powinna zaistnieć również w beznamiętnym opisie leksykograficznym. Słownikarze w każdym razie nie poczuwali się do pełnienia żadnej misji poprawnościowej wobec materiału leksykograficznego. Wojna pozostała nierozstrzygnięta i walka między podejściem preskryptywnym i deskryptywnym nie została wygrana przez żadną ze stron.